# Sandra Milovanoff
Sandra Milowanoff  (San Peterburgo, Rusia, 23 de junio de 1892 – París 9 de mayo de 1957) es el nombre artístico de Alexandrine Milowanoff, actriz francesa de cine, inicialmente bailarina de danza clásica.

## Biografía
A Sandra Milowanoff, hija de Alexis Milowanoff y de Marie, le apasionó desde muy joven la danza clásica. Durante ocho años asistió a las escuelas de danza de San Peterburgo, como alumna «petit rat», y después pasó a la compañía de la célebre Anna Pavlova.
Tras participar como bailarina en una gira triunfal por diferentes capitales europeas, dejó Rusia en 1917 huyendo de la Revolución bolchevique. Refugiada junto a su familia en Monte Carlo, interpretó un pequeño papel en una película de folletín realizada por René Navarre.
Fascinado por su belleza y acento, el director francés Louis Feuillade exprimió todo su talento para la comedia en la película Les Deux Gamines al lado de la actriz Blanche Montel. Dado el éxito obtenido, el mismo director le encargó el papel protagonista en el folletín cinematográfico de doce episodios Parisette.
Bajo la dirección de Henri Fescourt participó en la película Les Misérables donde interpretó los papeles de Fantine y de Cosette. Se adaptó tan bien a la tragedia que inmediatamente encarnó el papel de heroína protagonista en Pêcheur d'Islande,  bajo la dirección de Jacques de Baroncelli.
Tras una cadena de éxitos, la estrella de Sandra Milowanoff se apagó con la llegada del cine sonoro. Retirada y en el más completo anonimato, falleció en París el 9 de mayo de 1957, y sus restos fueron inhumados en el cementerio de Pantin (Seine-Saint-Denis).

## Filmografía
- 1917, La p'tite du sixième  de René Hervil Louis Mercanton.
- 1920, Les Deux Gamines - película con 12 episodios de Louis Feuillade.
- 1921, Le sens de la mort de Jacob Protozanoff.
- 1921, L'Orpheline - película en 12 episodios de Louis Feuillade.
- 1921, Parisette película en 12 épisodes de Louis Feuillade.
- 1922, Le fils du flibustier película en 12 épisodes de Louis Feuillade.
- 1923, Le gamin de Paris de Louis Feuillade.
- 1923, Nène de Jacques de Baroncelli.
- 1923, La légende de sœur Béatrix de Jacques de Baroncelli.
- 1924, La flambée des rêves de Jacques de Baroncelli.
- 1924, Pêcheur d'Islande de Jacques de Baroncelli.
- 1924, Jocaste de Gaston Ravel.
- 1925, Le Fantôme du Moulin-Rouge de René Clair.
- 1925, Les Misérables de Henri Fescourt, rodada en cuatro fases.
- 1926, Mauprat de Jean Epstein.
- 1926, Les larmes de Colette de René Barberis.
- 1927, La Proie du vent de René Clair.
- 1927, La condesa María de Benito Perojo.
- 1927, Dahält die welt dem atem an de Félix Basch.
- 1927, Förseglade läppar de Gustav Molander.
- 1928, La veine de René Barberis.
- 1928, La faute de Monique de Maurice Gleize.
- 1929, La meilleure maîtresse de René Hervil.
- 1929, Dans la nuit, cortometraje de Charles Vanel.
- 1929, Montparnasse de Georges Burton.
- 1940, Après Mein Kampf, mes crimes de Alexandre Ryder.
- 1945, Le jugement dernier de René Chanas.
- 1947, Le comédien de Sacha Guitry.
- 1950, Ils ont vingt ans de René Delacroix, en el papel de la madre de Anita.

- Datos: Q2064288
- Multimedia: Sandra Milovanoff / Q2064288